# Санчес Фернандес, Деренсили
Деренсили Са́нчес Ферна́ндес (нидерл. Derensili Sanches Fernandes; род. 28 мая 2001, Роттердам, Южная Голландия) — нидерландский футболист, нападающий клуба «Эксельсиор».

## Клубная карьера
Санчес Фернандес — воспитанник клуба «Эксельсиор». В сезоне 2020/21 годов попал в заявку основную команду, но не дебютировал за клуб. В октябре 2020 года перешёл в «Утрехт» и подписал двухлетний контракт с опцией продления до лета 2023 года. 28 января 2023 года в матче с АЗ он дебютировал в Эредивизи.
15 июля 2023 года вернулся в «Эксельсиор», подписав с клубом трёхлетний контракт.